# Syphon Filter: The Omega Strain
Syphon Filter: The Omega Strain é o quarto jogo da série Syphon Filter. Como uma sequência de Syphon Filter 3, é o primeiro jogo da série a ser lançado para PlayStation 2.

## Jogabilidade
A jogabilidade é muito diferente dos jogos anteriores. Ao invés de jogar como Gabe Logan, ao jogador é dado o papel de um novo recruta trabalhando para a organização antiterrorista, a IPCA. Os jogadores são capazes de criar um agente original usando um sistema de personalização de personagens. O jogo também oferece uma experiência de jogo não-linear, dado que é possível aos jogadores escolher dadas opções em determinadas tarefas, ou evitá-las completamente. Elementos de RPG foram adicionados de forma a que os jogadores possam criar personagens, aumentar as suas capacidades e desbloquear novas armas. Os inimigos "nascem" constantemente, de forma a que os jogadores nunca podem limpar completamente uma área.

## Desenvolvimento
Em uma entrevista com a GameSpy em junho de 2007, o veterano da franquia John Garvin manteve a sua ligação ao jogo, e explicou que este não era originalmente destinado a apresentar um modo single player. Garvin insinuou que a possibilidade de jogar a campanha sozinho tinha sido introduzido a mando da empresa-mãe Sony Computer Entertainment durante o processo de desenvolvimento, a fim de ampliar o apelo do jogo. O servidor online oficial foi desligado recentemente e não tem mais função online. Um site de terceiros, o Bobz Entertainment, está hospedando um servidor DNS que direciona o acesso online para o servidor para SOCOM 2, permitindo uma vez mais jogabilidade online.

## Recepção
A IGN deu ao jogo uma nota de 7.6 em uma escala de 0 a 10.